# ریچموند (آلاباما)
ریچموند (به انگلیسی: Richmond) یک منطقهٔ مسکونی در ایالات متحده آمریکا است که در شهرستان دالاس، آلاباما واقع شده‌است. ریچموند ۱۱۸٫۸۷ متر بالاتر از سطح دریا واقع شده‌است.